# Eumollusca
Eumollusques, Mollusques vrais
Sous-embranchement
Classes de rang inférieur
- Polyplacophora
- infra-embranchement Conchifera
  - Bivalvia
  - Cephalopoda
  - Gastropoda
  - Monoplacophora
  - Scaphopoda

Classification phylogénétique
- mollusques
  - solénogastres
  - caudofovéates
  - eumollusques
    - polyplacophores
    - conchifères
      - monoplacophores
      - ganglioneures
        - viscéroconques
          - gastéropodes
          - céphalopodes

        - diasomes
          - bivalves
          - scaphopodes

Les Eumollusques (Eumollusca), ou Mollusques vrais, sont un sous-embranchement de mollusques à corps mou, non segmentés, et présentant une symétrie bilatérale.

## Systématique
Le sous-embranchement des Eumollusca est attribué, en 1891, au biologiste marin français Louis Roule (1861-1942).

## Caractéristiques
Les Eumollusques possèdent une sole pédieuse ventrale, développée, plate et musculeuse. Le pied peut prendre des formations particulières le rendant difficilement discernable.
Le pli palléal limite entre le manteau et la cavité palléale formant le sillon palléal qui entoure le pied. Dans ce sillon, on observe en principe les cténidies (branchies spécifiques des mollusques) et les orifices des organes excréteurs et génitaux ainsi que l'anus. Un courant d'eau inhalant et exhalant, généralement assuré par les cils des branchies, assure un renouvellement de l'eau à l'intérieur de la cavité palléale.
Les glandes du manteau se regroupent et, au lieu de produire des spicules calcaires, elles deviennent capables de synthétiser des plaques coquillères (huit en général puis une seule chez les conchifères).
La tête porte une bouche ventrale ainsi que les principaux organes sensoriels. Les yeux sont plus ou moins complexes et sont portés sur ou au niveau des tentacules. Les yeux sont palléaux chez les Bivalves.
Le sac viscéral renferment l'essentiel des organes internes et est dorsal. Il contient l'hépatopancréas, le cœur, des reins simples (néphridies) et les organes reproducteurs.
Les osphradies, à la base des branchies, sont chimiosensibles. Il y a également parfois des cellules chimiosensibles au niveau des tentacules.
Leur radula leur permet de râper et de manger les aliments.

## Reproduction
La reproduction est sexuée. Les deux sexes sont séparés mais il existe de nombreux cas d'hermaphrodisme (essentiellement chez les Bivalves et les Gastéropodes).
Le cycle sexuel se compose d'une période de repos où les gonades sont encore non-développées et une période de ponte où la gonade prend de plus en plus de place dans la cavité et n'en déborde.
Les œufs se développent dans l'eau et on obtient rapidement une larve trochophore qui se développe en larve véligère puis en larve pédivéligère.
Certains mollusques peuvent incuber leurs larves et les plus évolués (Céphalopodes et Gastéropodes) ont une fécondation interne avec un organe copulateur plus développé et un développement plus rapide, voir direct (avec une sortie de l'œuf en juvénile).

## Exceptions
- Les bivalves étant microphages, ils n'ont plus de radula, de bulbe buccal et de glandes salivaires.
- Les Céphalopodes assurent leur renouvellement d'eau, non par les cils des branchies, mais par le mouvement de leur manteau.
- les Mollusques terrestres ont un poumon primitif à la place de la cavité palléale.